# El Estepar
El Estepar es el pico más alto de la sierra del Hoyo de Manzanares, una alineación montañosa situada en la periferia de la sierra de Guadarrama, a 3 km de ésta. Está situado en el noroeste de la Comunidad de Madrid (España), entre los municipios de Cerceda, Moralzarzal, Collado Villalba y Hoyo de Manzanares. Tiene una altura de 1403 metros y está dentro del Parque Regional de la Cuenca Alta del Manzanares.
Las laderas de este monte están salpicadas de grandes rocas y riscos de granito y cubiertas por encinas, pinos piñoneros y robles (quercus pyrenaica), alcornoques y arbustos mediterráneos, entre los que destacan la jara y la retama.